# 카밀라 (가수)
카밀라(1978년 12월 30일 ~ )는 어머니 패티김과 아버지 아바라도 게디니 사이에서 태어난 대한민국인과 이탈리아인의 혼혈이다.
2001년 뮤지컬배우로 데뷔하였고 2003년 대중가수로 데뷔하였다.

## 출신학교
- 미국 UCLA 대학

## 카밀라 1집 - Introspect 음반 소개
- 프로듀서 유정연과 힙합그룹 업타운의 정연준이 공동 프로듀서를 맡았고, 조규찬, 김현철, 강현민, 강은경, 심현보 등이 작사,작곡에 참여한 그녀의 데뷔앨범은 주로 POP와 R&B의 색채가 강하지만 포크록, 보사노바풍의 노래까지 다양한 장르의 곡들을 담고 있다.
- 색소폰 연주자 대니 정[https://web.archive.org/web/20121110224749/http://www.maniadb.com/artist.asp?p=113801%5D%EC%9D%B4 함께 한 데뷔곡 “Good Bye”나, 가수 성시경과 함께 부른 듀엣곡 ‘머지않아 나에게’ 등 또래의 스타들과 음악적 교감을 나눈 곡들도 담겨 있다.
- 어머니인 패티 김과 함께 출연했던 TV 음악 프로그램을 통해 그녀에게 반한 팬들이 자생적으로 만든 팬클럽들이 데뷔도 하기 전부터 이미 운영되었다
- Good Bye (작곡 유정연 작사 강은경) 와 도대체 (작사,곡 정연준)를 타이틀곡으로 활동하였다

### 수록곡
- 1.Good Bye
- 2.Broken
- 3.머지않아 나에게 (with 성시경)
- 4.도대체
- 5.고백
- 6.그저 조금 먼 곳에서
- 7.어떻게
- 8.여기 온지 …
- 9.잠시만요
- 10.100일후에
- 11.Tell Me
- 12.떠나네
- 13.If You Go
- 14.Lay Back
- 15.다시 일어나
- 16.왠지